# Mstislaw Dawidowitsch

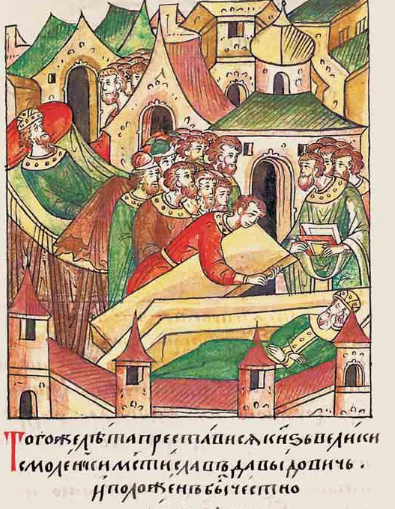
Tod des Fürsten Mstislaw von Smolensk, in der Chronik von Iwan dem Schrecklichen, 16. Jahrhundert

Mstislaw Dawidowitsch (russisch Мстислав Давыдович oder Давидович; Taufname Fjodor/Theodor, russisch Фёдор; † 1230/31) war von 1219/20 bis 1230/31 Fürst von Smolensk.

## Leben
Mstislaw war ein Sohn von Fürst Dawid von Smolensk und Enkel von Fürst Rostislaw von Smolensk, der auch Großfürst von Kiew war.
Sein Vorgänger Wladimir wurde 1219 Fürst von Owrutsch und 1223 Großfürst von Kiew. Wann Mstislaw dessen Nachfolger wurde, ist unbekannt. 1222 eroberte ein Fürst von Smolensk das Fürstentum Polozk und sandte einen Boten zu Bischof Albrecht von Riga mit der Bitte um Frieden, der Name wurde jeweils nicht genannt. Auch bei der Schlacht an der Kalka 1223 wurde er nicht erwähnt, obwohl Truppen aus Smolensk dort mitkämpften.
Im Jahr 1229 hielt ein Fürst von Smolensk Boten aus Nowgorod in seiner Stadt auf, die eigentlich nach Tschernigow wollten, um den dortigen Fürsten Michail zu sich zu bitten.
In diesem Jahr wurde Mstislaw, Sohn des Dawid, erstmals namentlich in einem Vertrag genannt, den er mit deutschen und gotländischen Kaufleuten über freien Handel in ihren Gebieten abschließen ließ. Er trat dort auch für die Fürstentümer Polozk und Witebsk auf. Im Jahr 1230 oder Anfang 1231 (das Jahr 6738 ging von März 1230 bis Februar 1231) starb er. Nachfolger wurde 1232 sein Sohn Rostislaw.